# Щасливий випадок (фільм, 1987)
«Щасливий випадок» («Счастливый случай») — радянський телефільм 1987 року, знятий режисером Львом Цуцульковським на Ленінградському телебаченні.

## Сюжет
Справа була на Різдво. Три приятелі — газетчик, бас та адвокат — зібралися в гості. Накупивши подарунків, вони кинулися на перон. У поїзді місць не було. У першому класі їм пощастило — у купе сиділа на самоті жінка. Але вона не пустила їх у купе. Приятелі вирішили зіграти з нею жарт, і повели її до жандарма, з'ясовувати, чи її це речі в купе.

## У ролях
- Ігор Дмитрієв — газетчик, оповідач
- Олена Капіца — Любов Іванівна
- Геннадій Воропаєв — Федя / Олександр Андрійович Яворський
- Борис Соколов — адвокат / артист
- Олексій Зубарєв — Леонід Павлович Шахов
- Олександр Васильєв — клоун
- Андрій Анкудінов — пасажир / гість / клоун
- Олександр Постников — гімнаст
- Володимир Котов — роль другого плану
- Артур Ваха — пожежний-музикант / пасажир / гість / гімнаст / віолончеліст

## Знімальна група
- Режисер — Лев Цуцульковський
- Сценарист — Ірина Свердлова
- Оператор — Ігор Наумов
- Композитор — Володимир Федоров
- Художник — Борис Петрушанський